# Nina Popelíková
Nina Popelíková (14. října 1920 Praha – 18. dubna 1982 Praha) byla česká herečka, manželka herce Oty Sklenčky. Po své matce, se kterou se její otec seznámil jakožto československý legionář a vojenský stavitel v ruském Vladivostoku, byla ruské národnosti.

## Život
Její rodiče se rozvedli poté, co se její matka vrátila domů do Ruska, a ona vyrůstala pouze se svým otcem – důstojníkem Československé armády. V mládí se věnovala hudbě, nakonec ale zvítězila láska k divadlu a ona vystudovala herectví na pražské konzervatoři (absolutorium 1943). Za 2. světové války začínala v Třebíči (1943–1944) a v Táboře (1944–1945), po válce hrála v Teplicích (1945–1949) a Liberci (1949–1951). Od roku 1951 až do roku 1976 pak natrvalo zakotvila v hereckém souboru pražského Divadla Na Vinohradech. Zde vytvořila téměř 120 rolí.
V českém filmu a v Československé televizi ztvárnila několik desítek rolí, jednalo se ale vždy o vedlejší nebo epizodní role, nicméně se téměř vždy jednalo o role velmi výrazné. Uplatnila se také jako rozhlasová a dabingová herečka. Mezi její nejznámější role patří bezesporu vrchní sestra Jáchymová z televizního seriálu Nemocnice na kraji města.
Se svým manželem hercem Otou Sklenčkou se seznámila v angažmá v divadle v Táboře (kde měli v roce 1945 i svatbu), a měla s ním jednu dceru Millicu, pojmenovanou po své matce.

## Citát
| „                | Obdivovala jsem hlavně její suchý humor, s nímž komentovala i jednání postav na jevišti. Vždy přesně udržovala rytmus v dialogu, uměla pracovat s výraznou hereckou zkratkou. | “ |
| — Alena Kožíková | |   |

## Divadelní role, výběr
- 1955 J. K. Tyl: Paličova dcera, Jehličková, Ústřední divadlo Československé armády, režie Jan Strejček
- 1956 Sofoklés: Elektra, titul. role, Ústřední divadlo Československé armády, režie Jan Strejček
- 1956 Božena Němcová, Jaromír Pleskot: Babička, Viktorka, Ústřední divadlo Československé armády, režie Antonín Kandert
- 1956 Maxim Gorkij: Barbaři, Ústřední divadlo Československé armády, režie Jan Škoda
- 1958 L. N. Tolstoj: Vojna a mír, Marie, Ústřední divadlo Československé armády, režie Jan Strejček
- 1957 Josef Kajetán Tyl: Fidlovačka, Markyta, Ústřední divadlo Československé armády, režie Jan Strejček
- 1958 T. Wolfe, K. Fringsová: K domovu se dívej, anděle, Eliza Grantová, Ústřední divadlo Československé armády, režie Jan Strejček
- 1961 Bohumil Březovský: Nebezpečný věk, Olga, Divadlo československé armády, režie František Štěpánek
- 1962 H. Baierl: Kurážná matka Flincová, Divadlo na Vinohradech, režie Jaroslav Dudek
- 1963 Jaroslav Hašek, Pavel Kohout: Josef Švejk aneb Tak nám zabili Ferdinanda, paní Müllerová, Divadlo na Vinohradech, režie Pavel Kohout
- 1963 William Shakespeare: Julius Caesar, Kalpurnie, Divadlo na Vinohradech, režie Jaroslav Dudek
- 1964 Henrik Ibsen: Nápadníci trůnu, Ingebjörg, Divadlo na Vinohradech, režie František Štěpánek
- 1965 Ladislav Stroupežnický: Naši furianti, Šumbalka, Divadlo na Vinohradech, režie M. Stehlík
- 1968 G. B. Shaw: Pygmalion, paní Higginsová, Divadlo na Vinohradech, režie František Štěpánek
- 1969 Friedrich Dürrenmatt (dle W. Shakespeara): Král Jan, Královna Eleonora, Divadlo na Vinohradech, režie Jaroslav Dudek

## Televize
- 1966 Malá mořská víla (TV pohádka) – hlavní role: čarodějnice
- 1976 30 případů majora Zemana (Epizoda 11: Křížová cesta) – vedlejší role: abatyše v klášteře